# International Alliance of Research Universities
L'International Alliance of Research Universities (IARU), noto anche come Alleanza internazionale delle università di ricerca in italiano, è un'organizzazione, nata nel gennaio 2006, come rete di comunicazione e cooperazione dei 10 istituti mondiali leader della ricerca che condividono una visione simile nell'educazione superiore, in particolare l'educazione dei futuri leader.
Al momento del suo lancio, il presidente dell'Università Nazionale Australiana Ian Chubb venne eletto presidente per il periodo 2006-2009. 
Il Segretariato della IARU, insieme al Presidente, si sposta tra le università membri ogni due anni e ha sede presso l'Università di Cambridge dall'aprile 2021.
I suoi membri sono:
- Università Nazionale Australiana
- Università di Cambridge
- Università di Oxford
- Università di Berkeley
- Università Yale
- Università di Pechino
- Università Nazionale di Singapore
- Università Imperiale di Tokyo
- Università di Copenaghen
- Politecnico federale di Zurigo